# Alibag
Alibag est une ville côtière et un conseil municipal du district de Raigad dans l'État indien du Maharashtra. Lors du recensement de l'Inde de 2011, sa population s'élève à 20 743 habitants.